# گیلاخه
گیلاخه (به کُردی: گێلاخه) گیاهی خودرو به رنگ سبز می‌باشد که عمدتا در ماه‌های آغازین فصل بهار رویش می‌کند. این گیاه در مناطق مختلف ایران  و به ویژه در مناطق کوهستانی غرب ایران همچون استان‌های آذربایجان غربی، کردستان، همدان، کرمانشاه و ایلام می‌روید.

## طرز پخت
گیلاخه را همانند سبزی خوردن پاک کرده و سپس در آب گرم می‌ریزند و برنج و سایر افزودنی‌ها را همچون کشمش و سماق، گیلاخه به آن اضافه کرده و آن را به صورت خورش و آب‌پز و سرخ‌کردنی پخته و استفاده می‌کنند. همچنین گفته می‌شود که گیلاخه دارای خاصیت درمانی نیز هست.